# Klaus Riedel
Klaus Erhard Riedel (* 2. August 1907 in Wilhelmshaven; † 4. August 1944 in Zinnowitz) („Riedel II“) war ein deutscher Raketenkonstrukteur und Mitbegründer des weltweit ersten Raketenflugplatzes in Berlin. Ein Mondkrater ist in Würdigung seiner Beiträge für die Raketenforschung nach ihm benannt.

## Leben

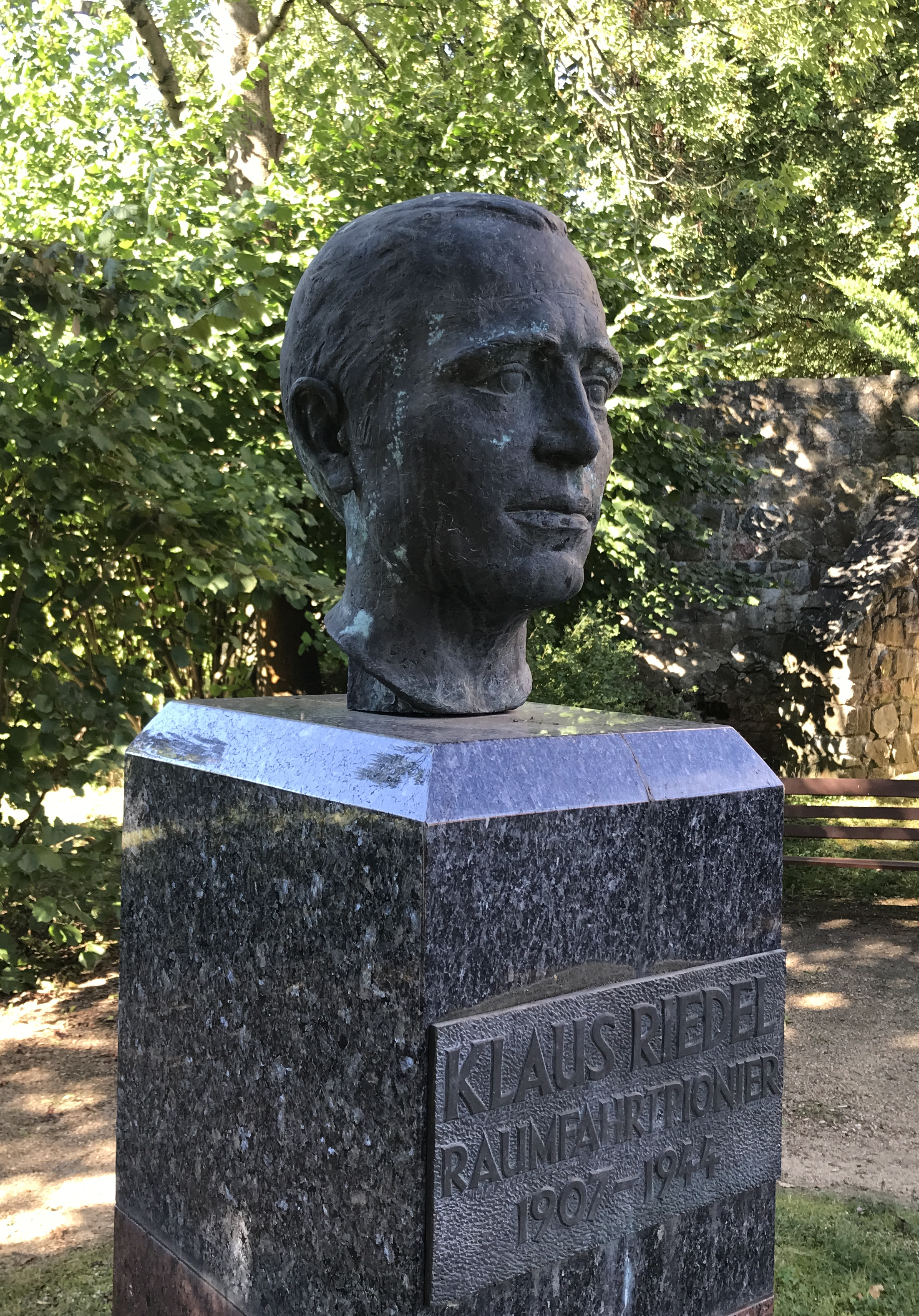
Klaus-Riedel-Denkmal in Bernstadt a. d. Eigen, Kirchgasse 11

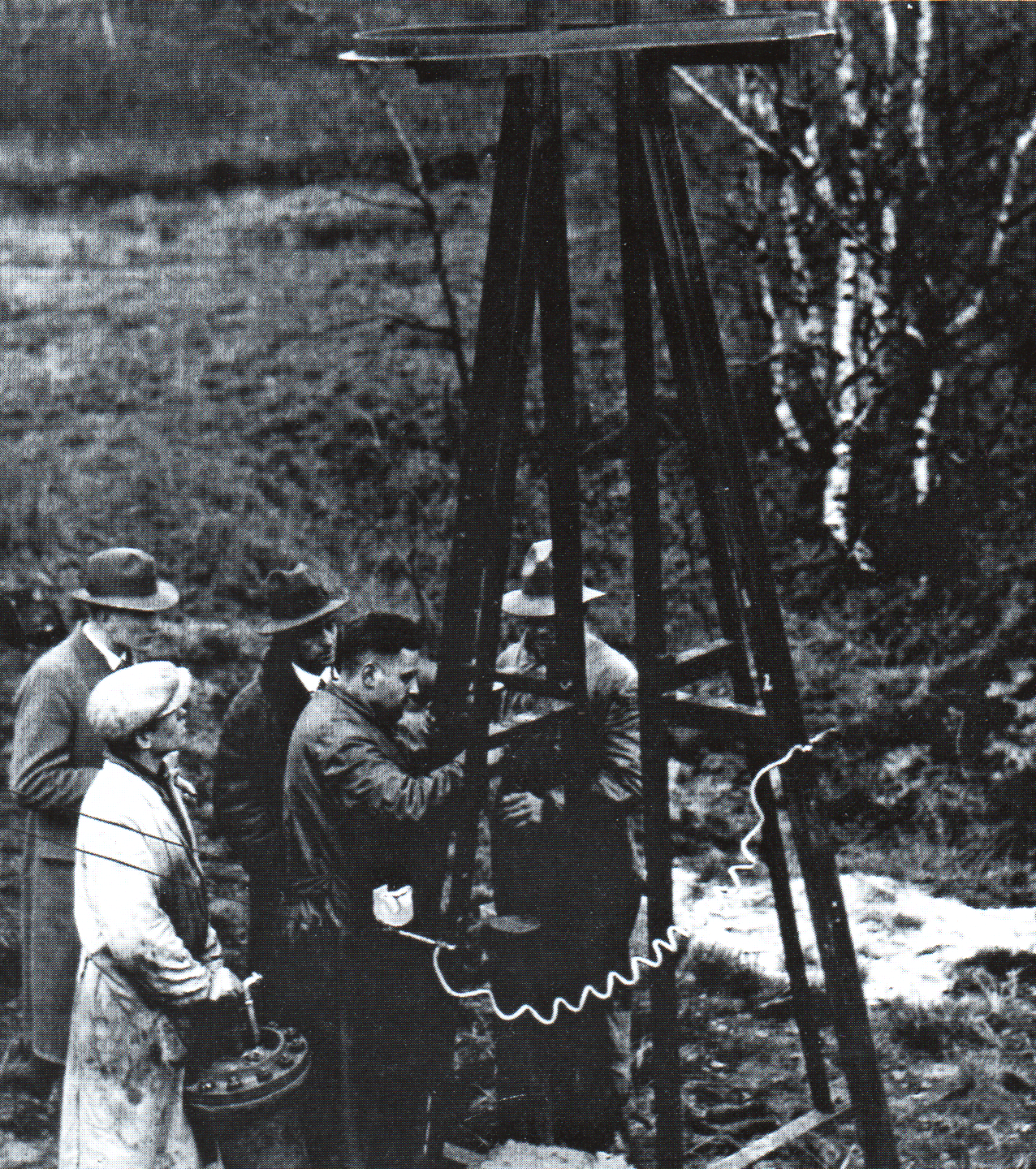
Rolf Engel, Paul Ehmayr, Rudolf Nebel, Klaus Riedel und Kurt Heinisch am Raketenflugplatz Berlin

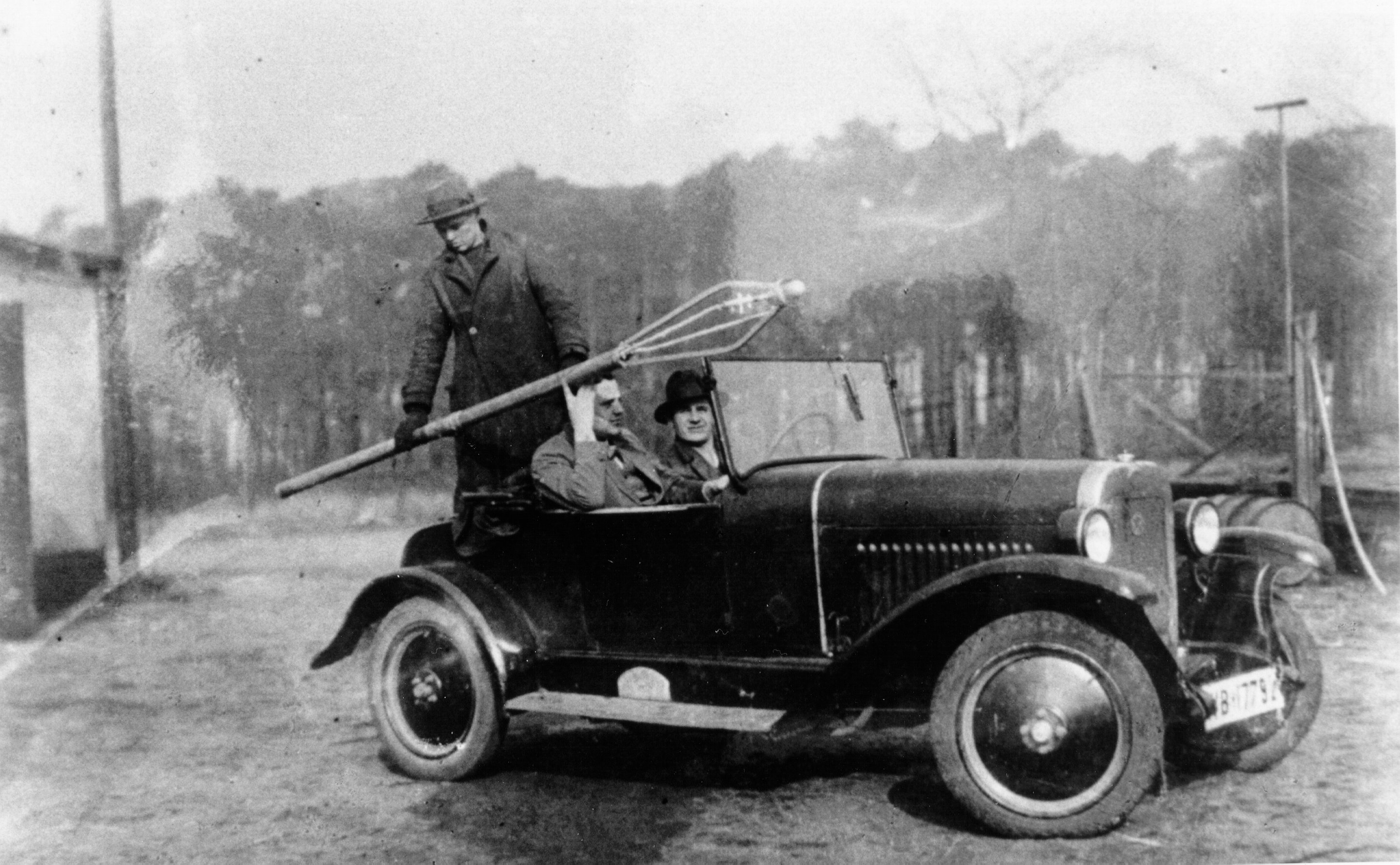
Paul Ehmayr (mit Achsstaber), Klaus Riedel und Wernher von Braun (am Steuer) in einem Opel Laubfrosch (1931)

1914 besuchte Klaus Riedel das Gymnasium in Wilhelmshaven, später das Askanische Gymnasium in Berlin, und anschließend das Realgymnasium in Wilhelmshaven. 1919 starb seine Mutter und 1921 sein Vater. Er lebte dann bei seinem Onkel in Berlin, während seine Schwester Freda ihre Jugend bei ihrer Großmutter Meta Riedel in Bernstadt a. d. Eigen verbrachte. 1923 trat Riedel eine Lehre als Elektriker bei der Firma Ludwig Loewe & Co. in Berlin an und beendete sie mit dem Gesellenbrief. Danach besuchte er von April 1927 bis April 1928 „Dr. Heils private Schule“ in Berlin. Von April 1928 bis Oktober 1929 hörte er allgemeine Maschinenbau-Vorlesungen an der Technischen Hochschule Berlin.
Der Science-Fiction-Roman „Auf zwei Planeten“ des deutschen Schriftstellers Kurd Laßwitz weckte bereits 1919 Riedels Begeisterung für den Raketenbau. Schon als junger Mensch war er überzeugt, dass eine Reise ins Weltall möglich sei. Im Sommer 1930 führte er zusammen mit Rudolf Nebel und Paul Ehmayr in Bernstadt erste Brennversuche mit Flüssigsauerstoff und Benzin durch. Auf dem ehemaligen Artillerie-Schießplatzgelände Tegel in Berlin-Reinickendorf gründeten Rudolf Nebel und Klaus Riedel am 27. September 1930 den Raketenflugplatz Berlin, wo sie zusammen mit Hermann Oberth, Wernher von Braun; Paul Ehmayr und Kurt Heinisch forschten und experimentierten. Im Mai 1931 gelang der Start der ersten deutschen Flüssigkeitsrakete und der Test von Flugkörpern bis 1000 Meter Höhe. Die hauptsächlich von Riedel konstruierte sogenannte Minimumsrakete (Mirak) weckte beim deutschen Militär Interesse an Einsatzmöglichkeiten von Raketen als Kriegswaffe.
Riedel wurde im Mai 1932 Gründungsmitglied in der von Albert Einstein und Friedrich Simon Archenhold initiierten Panterra-Gesellschaft für internationale Projekte friedlicher Großforschung. Ebenso war er bis zu dessen Verbot durch die Nationalsozialisten Mitglied der Deutschen Liga für Menschenrechte.:4 f.
Um sich auf dem Gebiet der Raketentechnik weiter zu bilden, trat Riedel am 1. Oktober 1934 als Ingenieur in die Firma „Siemens Apparate und Maschinen GmbH“ ein und war dort bis 31. Juli 1937 tätig. Unter anderem entwickelte er Kreiselsteuerungen und erhielt im Juli 1936 zusammen mit Rudolf Nebel das Patent für Rückstoßmotoren mit flüssigem Treibstoff basierend auf ihrer Patentanmeldung vom Juni 1931. Ein Auswanderungsplan nach den USA wurde nicht genehmigt.
Ab August 1937 arbeitete Klaus Riedel („Riedel II“) an der Heeresversuchsanstalt Peenemünde (HVP), nachdem das Heereswaffenamt das o. a. Patent übernommen und 50.000 Reichsmark an ihn und den arbeitslosen Rudolf Nebel ausbezahlt hatte und sie einen Teil des Erlöses an notleidende Raketenforscher weitergegeben hatten. Riedel war zuständig für die Einsatzvorbereitung des Aggregat 4. Außerdem arbeitete er an der Entwicklung von Triebwerken für eine militärische Interkontinentalrakete, das Aggregat 9 und das Aggregat 10 mit. 1941 übernahm er die Vorbereitung der Organisation des operativen Einsatzes und Bodeneinrichtungen des Aggregat 4 unter Kriegsbedingungen.
Klaus Riedel wurde in der Nacht vom 21. auf den 22. März 1944 zusammen mit Wernher von Braun und Helmut Gröttrup auf Betreiben Heinrich Himmlers von der Gestapo unter dem Vorwurf von Verrat, Sabotage und Wehrkraftzersetzung verhaftet. Auf Intervention von Walter Dornberger und Hans Georg Klamroth wurde Wernher von Braun am 2. April 1944, Klaus Riedel am 8. April und Helmut Gröttrup am 13. April 1944 unter Auflagen wieder freigelassen. 
Klaus Riedel starb bei einem mysteriösen Autounfall bei der Heimfahrt von der Arbeit in Karlshagen auf der geraden Straße zwischen Bannemin und Zinnowitz am 4. August 1944 zwischen 4:00 und 5:00 Uhr in der Frühe. Der Augenzeuge Willy Genthe (damals Verwaltungsdirektor der HVP), der kurz danach am Unfallort eintraf, berichtete in einer eidesstattlichen Erklärung, dass die Achsschenkel von Riedels Auto angesägt waren. Andere Zeugen schließen einen Unfall aufgrund von Übermüdung nach der Abschiedsfeier von Oberst Leo Zanssen als militärischen Befehlshaber der HVP nicht aus. Riedel hinterließ seine Ehefrau Irmgard, geb. Kudwien, und die 18 Monate alte Tochter Henrike.

## Sonstiges
In Bernstadt a. d. Eigen steht seit 1993 ein Denkmal in der Kirchgasse 11 und eine Gedenktafel am ehemaligen Wohnhaus seiner Großmutter, die an den Startversuch der Minimumrakete am 11. September 1930 in Bernstadt erinnert. Das Heimatmuseum widmet ihm Teile seiner Ausstellung.
Im Jahr 2008 berichteten deutsche Medien über eine Kontroverse um die Benennung einer Mittelschule (jetzt Oberschule) in Bernstadt nach Klaus Riedel. Die Oberschule „Klaus Riedel“ begründete ihre Widmung als „intensive, ausgewogene und kritische Auseinandersetzung mit der Zeit in Peenemünde, der Zusammenarbeit mit Wernher von Braun, dem Wirken und Schaffen sowie seiner [Riedels] Haltung zum totalitären Machtsystem in der Zeit des Nationalsozialismus“.
Der Krater Riedel auf der Rückseite des Mondes erhielt 1970 den Namen Riedel nach Klaus Riedel und Walter Riedel (1902–1968; nicht verwandt, „Riedel I“) in Würdigung ihrer Beiträge für die Raketenforschung.